# Linkinhorne
Linkinhorne est une paroisse civile et un village des Cornouailles, en Angleterre.

## Galerie

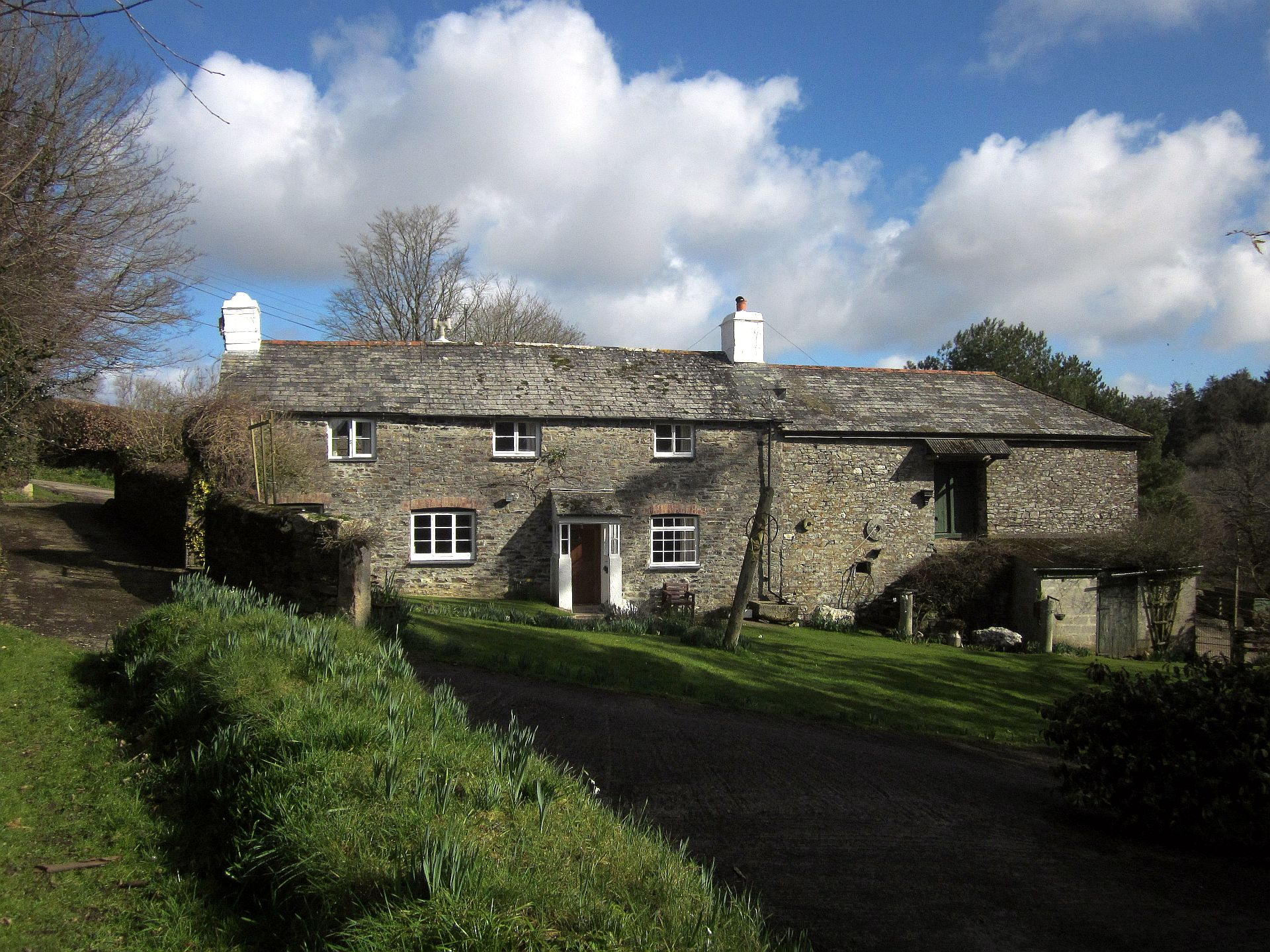
Church Town à Linkinhorne
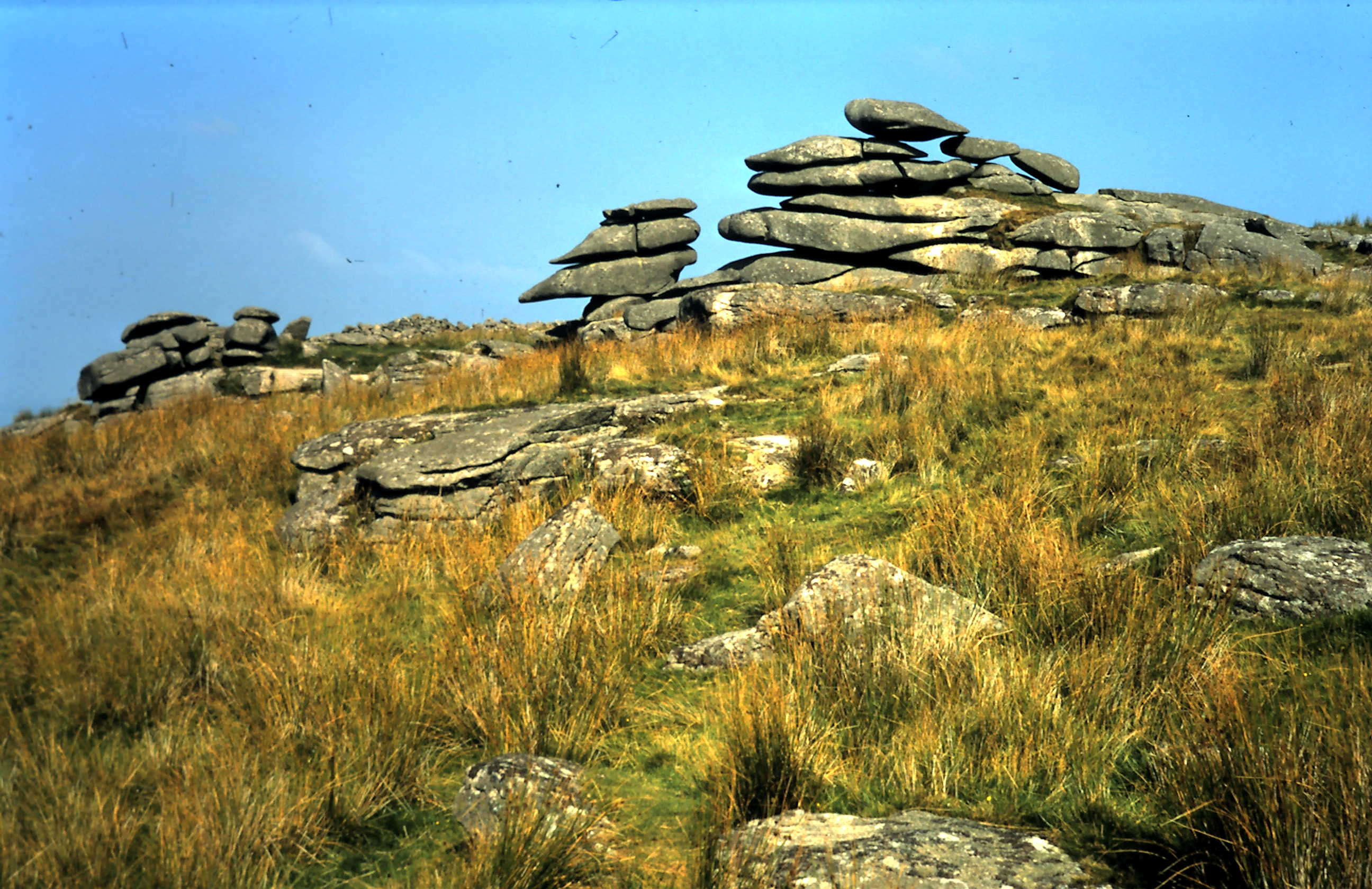
Cheesering à Stowe's Hill